# Tadeusz Zygadło
Tadeusz Zygadło (ur. 6 sierpnia 1907 w Warszawie, zm. 28 listopada 1990 tamże) – polski skrzypek. 
W 1930 roku ukończył Konserwatorium Warszawskie otrzymując I nagrodę. Studiował w klasie skrzypiec prof. Józefa Jarzębskiego. Po dyplomie w 1930 roku przyjęty do orkiestry Filharmonii Narodowej pod dyrekcją Grzegorza Fitelberga.
W latach 1930–1935 jako solista z powodzeniem wykonywał z Orkiestrą Filharmonii Narodowej koncerty skrzypcowe Mieczysława Karłowicza, Karola Szymanowskiego, Henryka Wieniawskiego. W jednej z recenzji koncertu Karłowicza z roku 1930 napisano: „P. Zygadło jest skrzypkiem par exelence polskim – to jest największa pochwała. Gdy słucha się jego gry, to pachną polskie łąki i szumią polskie bory”.
W 1935 roku został zaangażowany jako koncertmistrz do nowo powstającej Małej Orkiestry Polskiego Radia pod dyr. Zdzisława Górzyńskiego. Do 1939 roku występował wielokrotnie przed mikrofonem PR jako solista, jednocześnie współtworzył Trio Polskiego Radia w składzie: Tadeusz Zygadło – skrzypce, Władysław Szpilman – fortepian, Mieczysław Hoherman – wiolonczela.

Audycja radiowa „Mozaika muzyczna” z udziałem muzyków W. Szpilmana, T. Zygadły, M. Hohermana i inn. (1936)

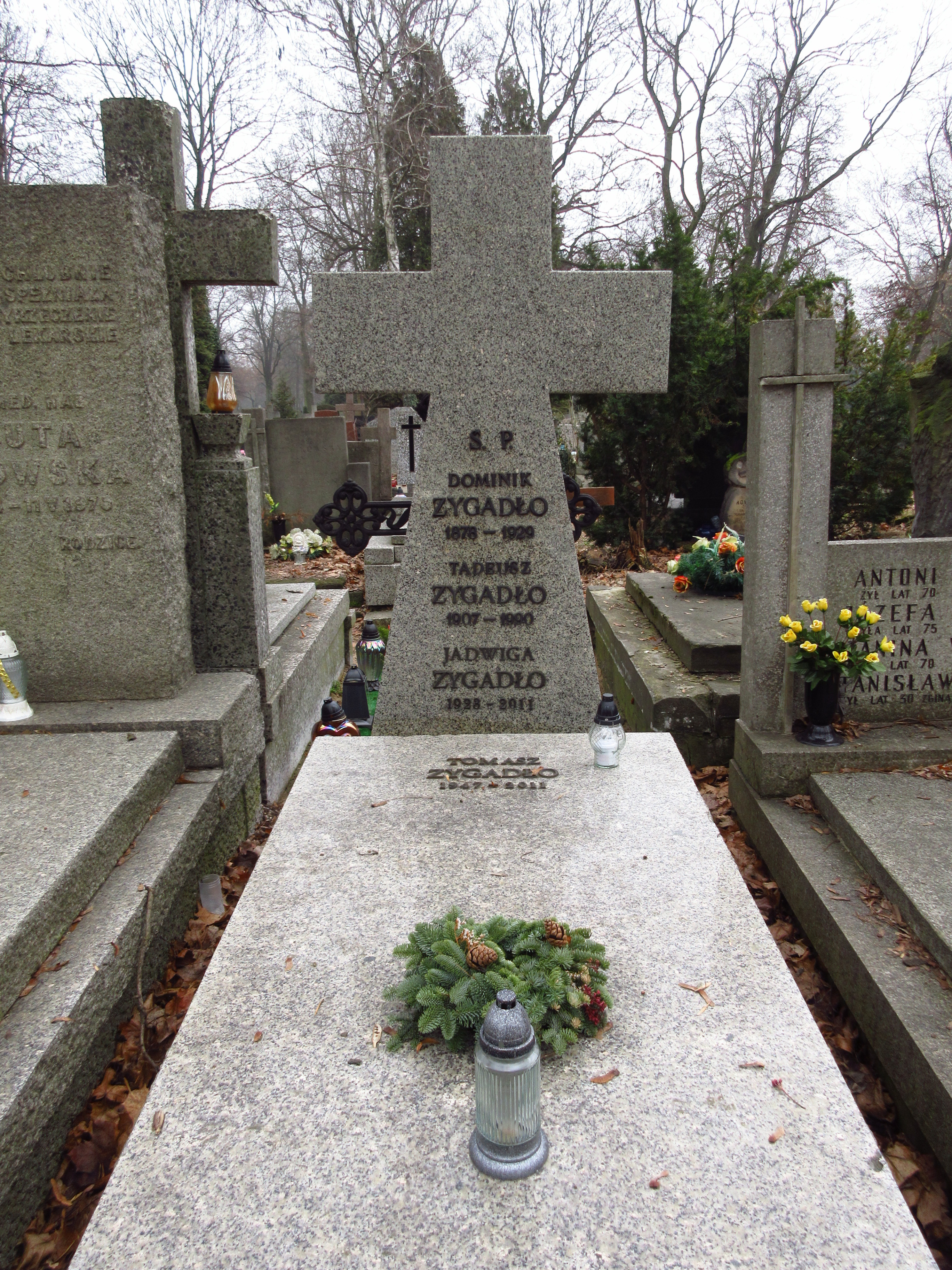
Grób Tadeusza i Tomasza Zygadłów na cmentarzu Bródnowskim

W okresie okupacji niemieckiej pracował w orkiestrach w kawiarniach i teatrach, brał udział w tajnych nagraniach muzyki polskiej. Po upadku Powstania Warszawskiego wywieziony do obozu pracy w zakładach Kruppa w Essen.
Po powrocie do Polski w 1945 roku został zaangażowany jako koncertmistrz w Orkiestrze Filharmonii Łódzkiej pod dyr. Zdzisława Górzyńskiego. Od 1946 roku koncertmistrz w Orkiestrze Radiowej Polskiego Radia pod dyr. Stefana Rachonia. W latach 1946–1956 był członkiem orkiestry tanecznej Polskiego Radia pod dyr. Jana Cajmera. Jednocześnie współpracował z orkiestrą kameralną Towarzystwa Krzewienia Polskiej Muzyki Ludowej pod dyr. Stanisława Wisłockiego (1945–1947).
W latach  pięćdziesiątych i sześćdziesiątych XX w. współpracował z orkiestrami Filharmonii Narodowej i Opery Narodowej.  Muzyk i inspektor wielu zespołów muzycznych nagrywających muzykę na potrzeby Polskiego Radia i Telewizji, Polskich Nagrań, Filmu Polskiego. Znany wśród kolegów z poczucia humoru. Na emeryturę przeszedł w 1974 roku.
Wieloletni członek Stowarzyszenia Polskich Artystów Muzyków SPAM.
Ojciec reżysera Tomasza Zygadło oraz operatora Jacka Zygadło. Pochowany na cmentarzu Bródnowskim (kwatera 57A-4-22).